# Kohei Miyazaki
Kohei Miyazaki (Kumamoto, 6 februari 1981) is een Japans voetballer.

## Carrière
Kohei Miyazaki speelde tussen 1999 en 2007 voor Sanfrecce Hiroshima en Avispa Fukuoka. Hij tekende in 2008 bij Montedio Yamagata.